# LE-7A

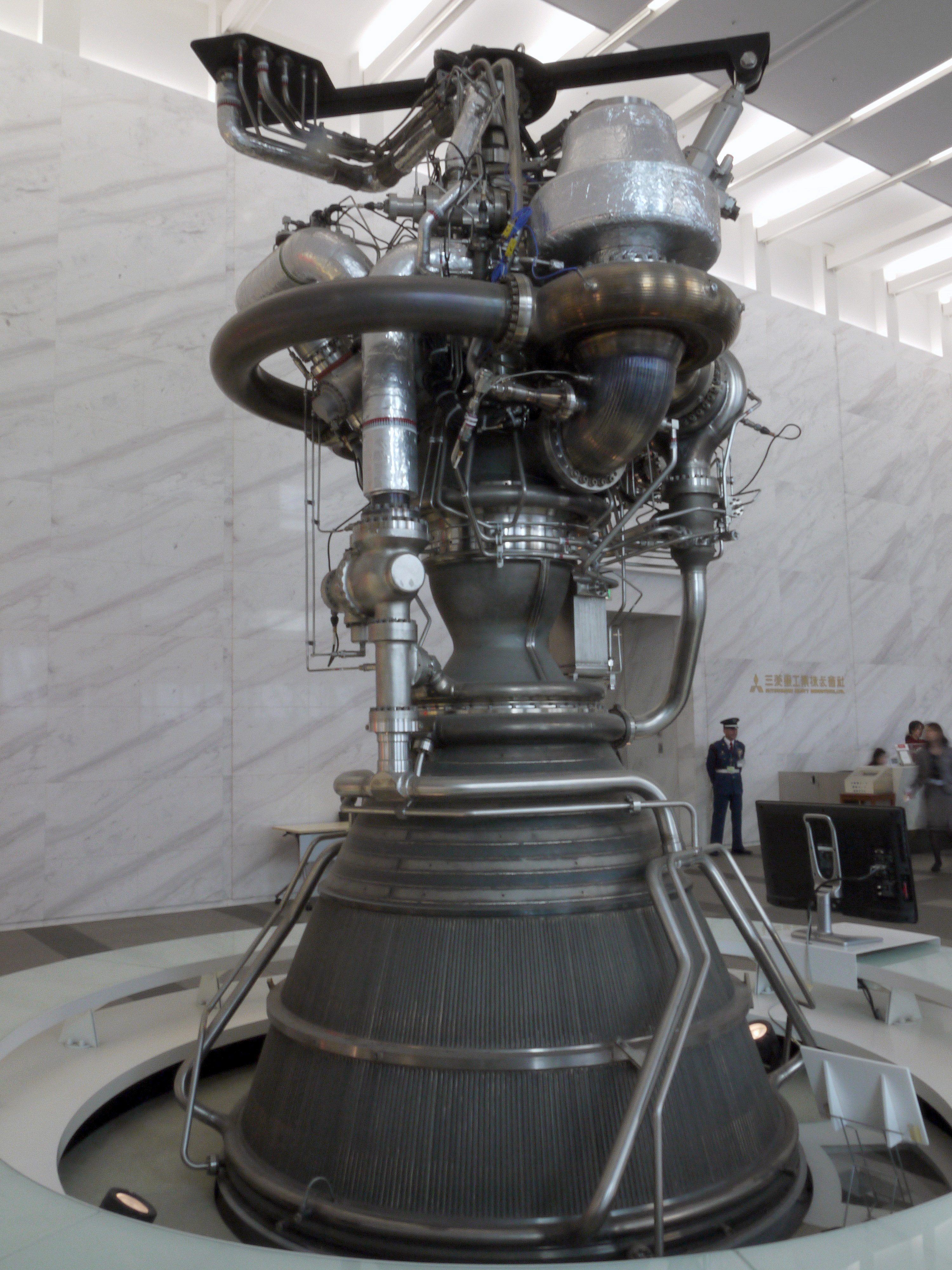
LE-7A液体燃料ロケットエンジン（三菱重工品川本社ビル）

LE-7Aは、日本の宇宙開発事業団（NASDA）が三菱重工業や石川島播磨重工業と共に開発した液体燃料ロケットエンジンである。H-IIロケット第一段に使われていたLE-7エンジンを改良したもので、H-IIAロケットの第一段には1基、H-IIBロケットの第一段には2基使用されている。

## 概要
日本初の国産第一段主エンジンであるLE-7の後継として1994年から2000年にかけて開発された。2001年8月にH-IIAロケット試験機1号機が打ち上げられ初めて使用された。2019年末時点で、H-IIAロケットとH-IIBロケットが合わせて48機打ち上げられているが、LE-7Aを起因とする打ち上げ失敗は発生しておらず、高い信頼性を保持している。
LE-7Aの原型のLE-7には、H-IIロケット8号機の失敗の原因となった液体水素（LH2）ポンプの動作時にインデューサーの羽根が疲労破壊をおこす問題があったため、LE-7Aではインデューサの形状を変更し、作動領域の拡大・耐久性の向上・旋回キャビテーションの抑制を行った。改良型液体水素ポンプはH-IIAロケット4号機（2002年2月4日打ち上げ）以降に使用されている。その後も液体酸素（LO2）ポンプの吸い込み性能の向上と、旋回キャビテーションによるインデューサの軸振動抑制のための改良が進められ、改良型液体酸素ポンプはH-IIBロケット試験機（1号機、2009年9月11日打ち上げ）から使用されている。
当初計画では、ノズルスカートは2分割構造で、上部ノズルスカート（再生冷却構造）のみの「短ノズル仕様」と、下部ノズルスカート（フィルム冷却）を組み合わせた「長ノズル仕様」を必要に応じて使い分け、様々な重量の衛星打ち上げに対応することを目指していた。より打ち上げ能力が要求される場合には、再生冷却型の上部ノズルにフィルム冷却方式の下部ノズルスカートを追加してエンジンの能力を上げる予定だった。しかし「長ノズル仕様」の開発段階において、エンジン始動および停止時に上部と下部との境目で起きる燃焼ガスの流れの乱れ（剥離）のため、過大な横方向の振動がおき、エンジンの向きを変えるためのアクチュエータに大きな負荷が掛かる問題が発生した。このため、H-IIAロケットの1号機から7号機、10号機は「短ノズル仕様」で打ち上げられた。この問題を解決するために、一体型の完全再生冷却型長ノズルが開発され、8号機、9号機と11号機以降の打ち上げに使用された。 
LE-7Aに限らず再利用をしないロケットエンジンでは、耐久性を犠牲にしても軽量化と高出力化を求めた設計がなされる。LE-7Aではわずか10回の起動と停止が行なえるという条件で設計されている。また、限界燃焼時間は累計で2000秒までとなっている。
なお、LE-7Aは設計当初からクラスター化を前提としている。当初H-IIAにLE-7Aを2基搭載したLRB（液体ロケットブースタ）を追加する推力増強型の開発が計画されていたが中止され、代わりに第一段にLE-7Aを2基搭載したH-IIBロケットが開発された。H-IIBの1号機（実証試験機）は2009年秋に打ち上げられ、打ち上げは成功した。このLE-7Aエンジンは各種試験を通った後、打ち上げのおよそ1年半前には完成し、ロケットに艤装される。

## 構造
燃焼サイクルはLE-7と同じ二段燃焼サイクルである。LH2はLH2ターボポンプにより昇圧され、まず主燃焼器の壁面とノズルスカートを冷却し、気体水素（GH2）となる。また液体酸素（LOX）は同様にLOXターボポンプで昇圧され、91％が主燃焼室に送られる。残りの9％はさらに同軸のプリバーナポンプで昇圧され、プリバーナに送られGH2と燃焼し、750Kのタービン駆動用ガスを生じる。タービン駆動用ガスはLOXターボポンプとLH2ターボポンプを回転させた後主燃焼室に送られ、燃え残った水素が前述のLOXと燃焼し推力を生み出す。
LE-7Aの基本構造はLE-7と変わらないが艤装を見直し、配管取り回しを改善。精密鋳造や機械加工を増やし、主噴射機の溶接箇所を260箇所から60箇所へ削減したことで、コストダウンと信頼性向上を図った。また、製作コスト削減を優先して燃焼器の噴射エレメントの数を減らすなどしたため、ロケットエンジンの性能の指標となる比推力は440秒（長ノズル）と、LE-7の446秒より低下している。
短ノズル仕様と完全冷却の長ノズル仕様ではノズルの膨張率（形状）が異なる。LE-7A短ノズルは上下にややつぶれたCTP（Compressed Truncated Perfect）ノズルと呼ばれる形状を採用しており、開口比を変えることなくLE-7のTP（Truncated Perfect）ノズルより長さを短縮できた。しかしフィルム冷却のノズル下部を取り付けた長ノズル状態で試験したところ、前述のように過大な横応力が発生した。これはつぶれた形状のノズルが過膨張となり、さらにフィルム冷却部のわずかな段差で燃焼ガスが剥離、再付着することによるものだと判明した。CTPノズルにおける有効な解決手段が無かったことから、完全再生冷却型長ノズルは長さを延長し、LE-7と同様のTPノズル形状となっている。

## 諸元
| [ 1 ] [ 2 ] [ 8 ]        | 短ノズル（H-IIA）                         | 長ノズル（H-IIA/B）                       | LE-7（参考）                              |
| ------------------------ | ----------------------------------------- | ----------------------------------------- | ----------------------------------------- |
| 真空中比推力             | 429 秒                                    | 440 秒                                    | 446 秒                                    |
| 真空中推力               | 1,074 kN （109.5 tf）                     | 1,098 kN （112.0 tf）                     | 1,079 kN（110.0tf）                       |
| 全長                     | 3,400 mm                                  | 3,700 mm                                  | 3,243 mm                                  |
| 最大径                   | 1,815 mm                                  | 1,815 mm                                  | 2,570 mm                                  |
| 重量                     | 1,715 kg                                  | 1,832 kg                                  | 1,720 kg                                  |
| エンジンサイクル         | 二段燃焼サイクル                          | 二段燃焼サイクル                          | 二段燃焼サイクル                          |
| 推進剤                   | 液体水素 / 液体酸素                       | 液体水素 / 液体酸素                       | 液体水素 / 液体酸素                       |
| 主燃焼室圧力             | 12.0 MPa                                  | 12.0 MPa                                  | 12.7 MPa                                  |
| ターボポンプ回転数       | 41,900 rpm(液体水素) 18,300 rpm(液体酸素) | 41,900 rpm(液体水素) 18,300 rpm(液体酸素) | 42,200 rpm(液体水素) 18,100 rpm(液体酸素) |
| スロットリング(推力調整) | 72%                                       | 72%                                       | 適用外                                    |
| 混合比                   | 5.9                                       | 5.9                                       | 6.0                                       |
| 膨張比                   | 38.7                                      | 46.7                                      | 51.6                                      |

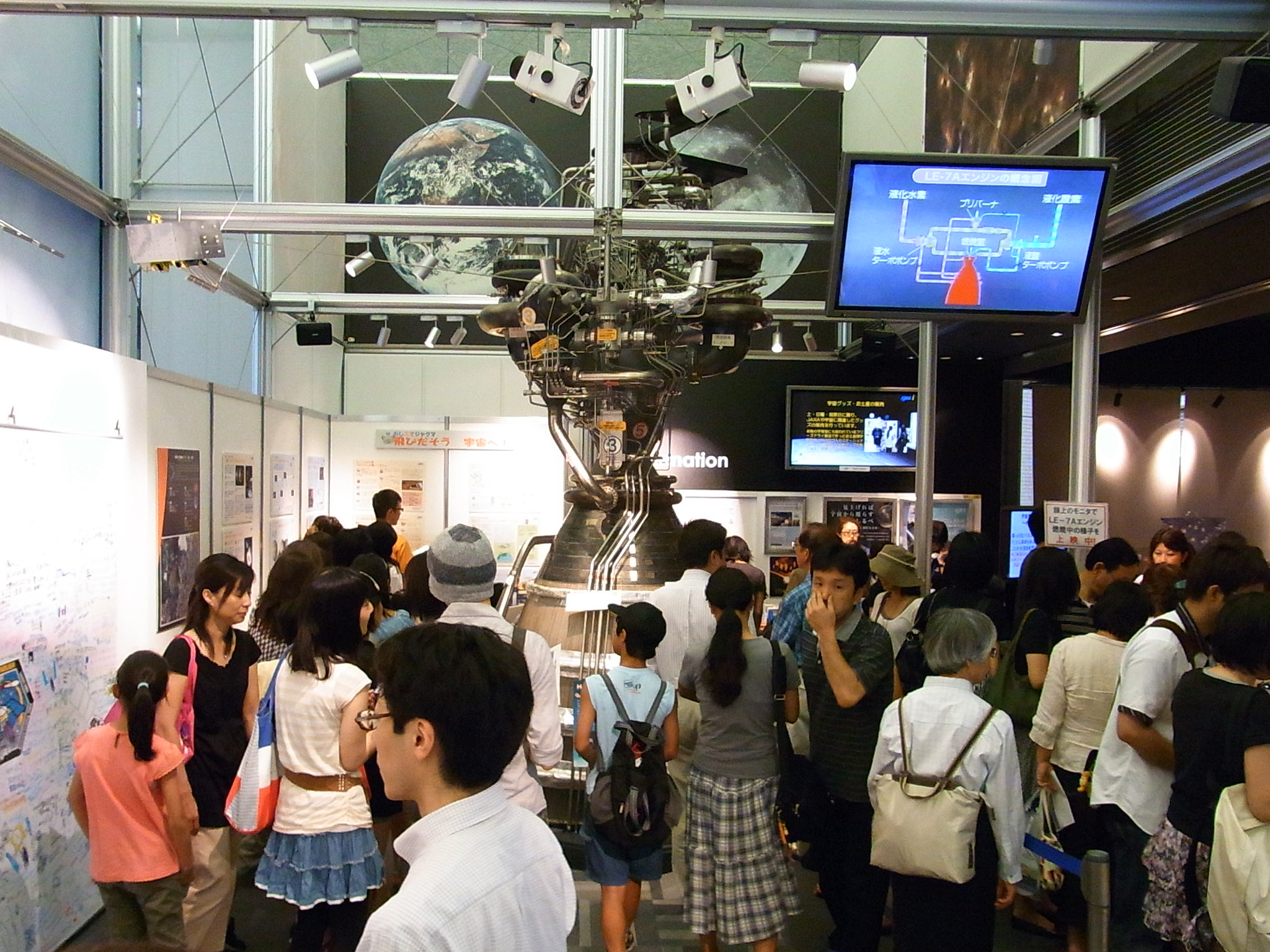
H-ⅡAロケットの第１段のロケットエンジン（2010年8月19日撮影）
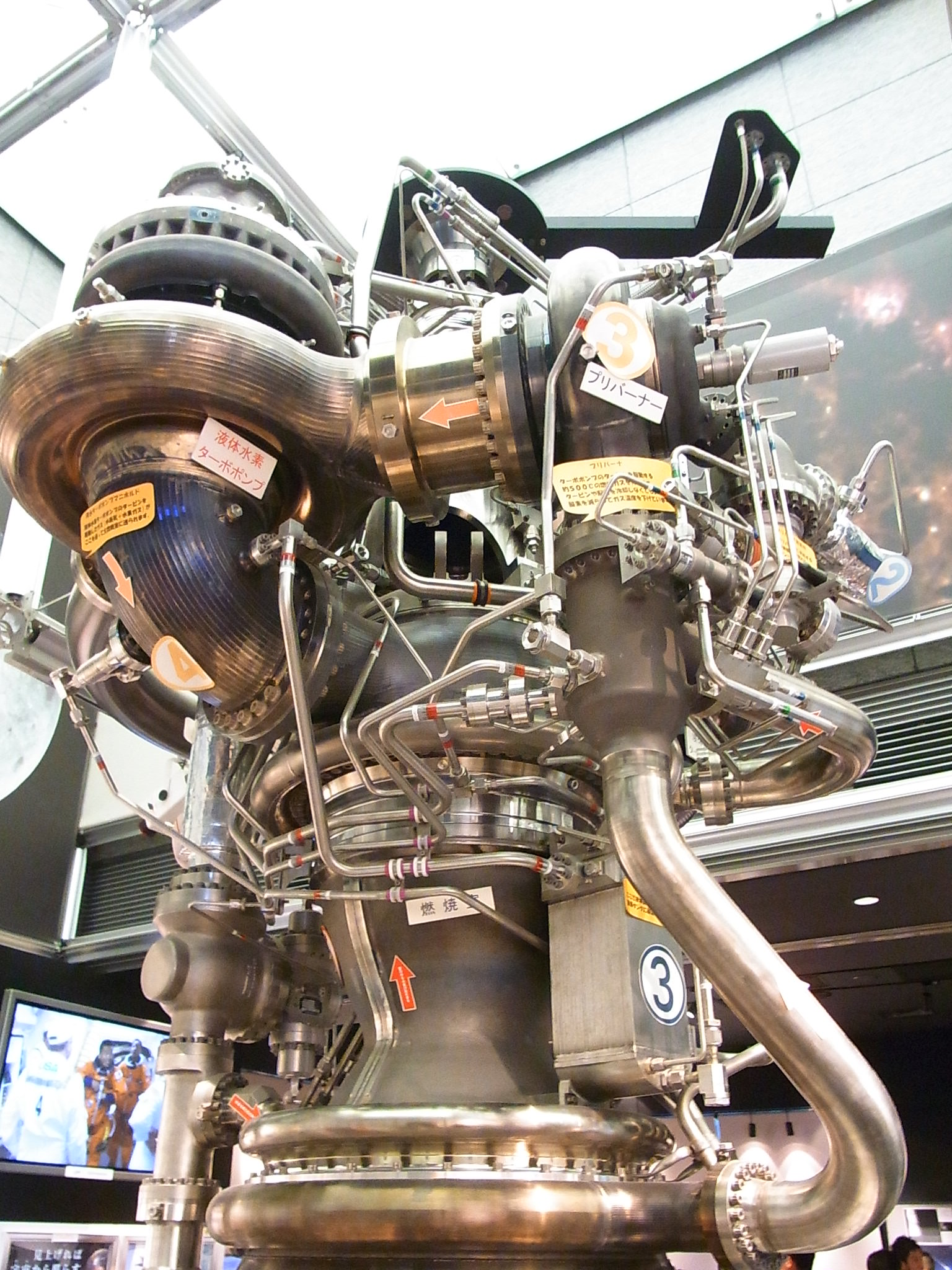
同左（2010年8月19日撮影）
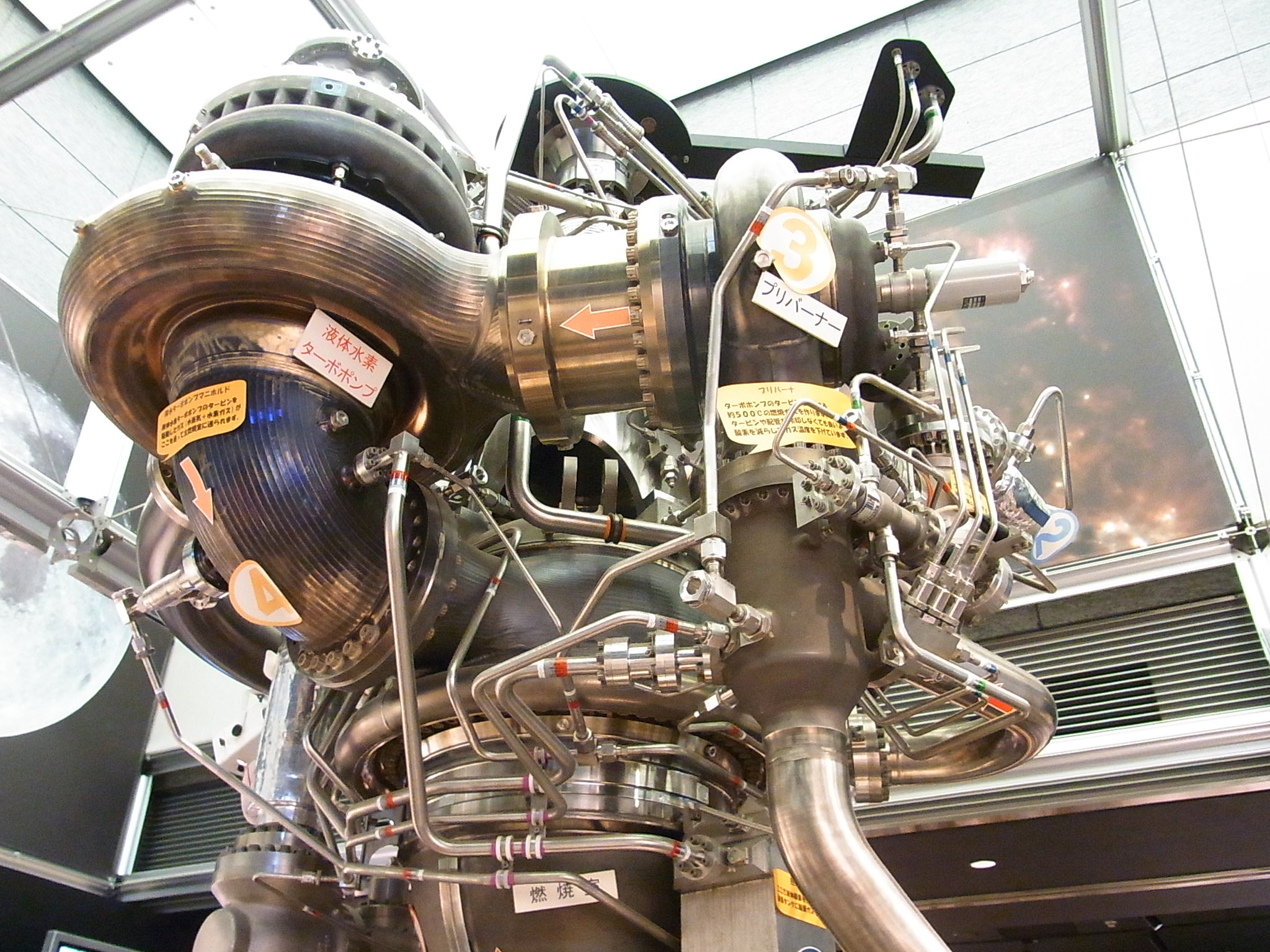
同左（2010年8月19日撮影）
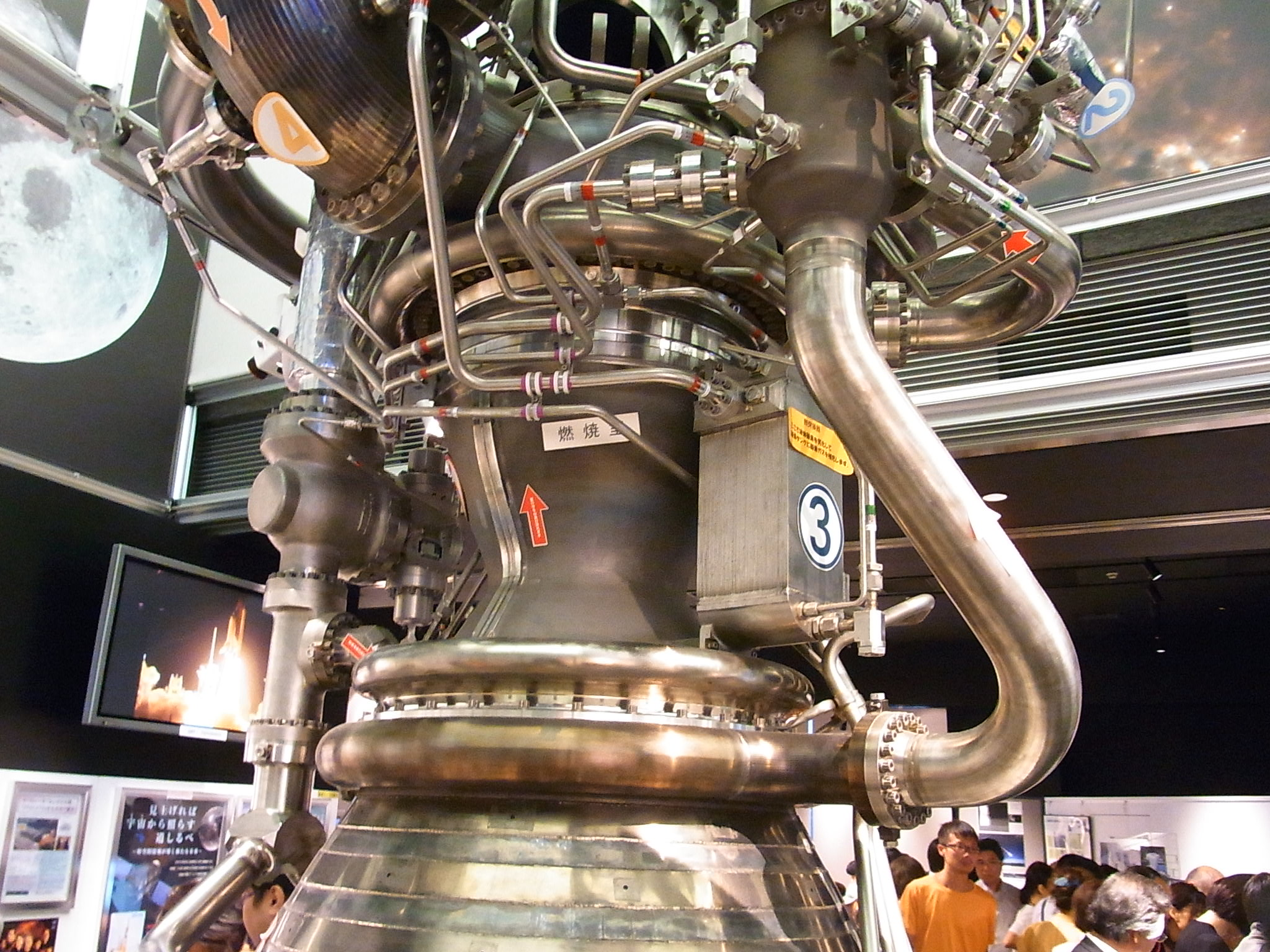
同左（2010年8月19日撮影）
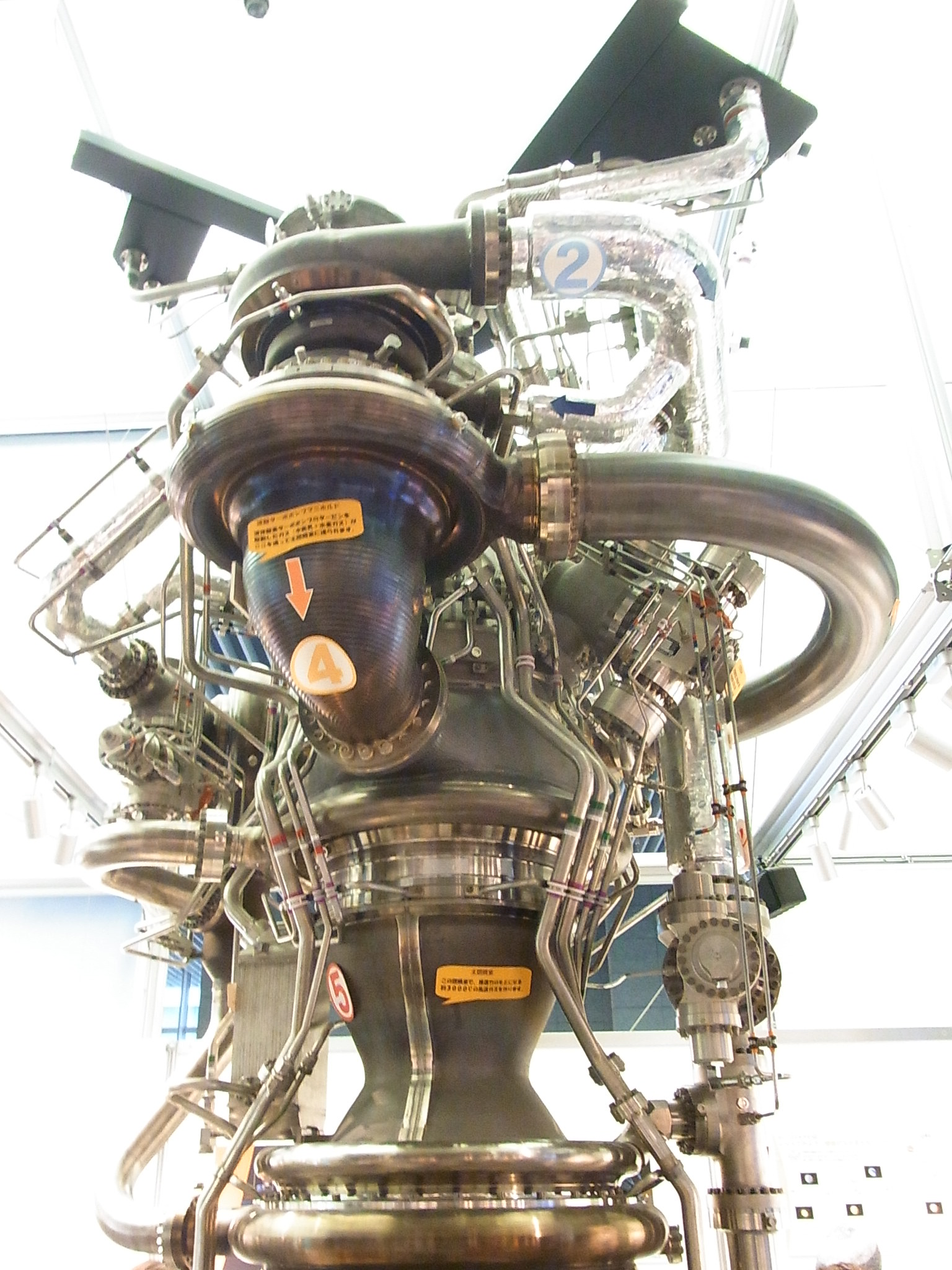
同左（2010年8月19日撮影）
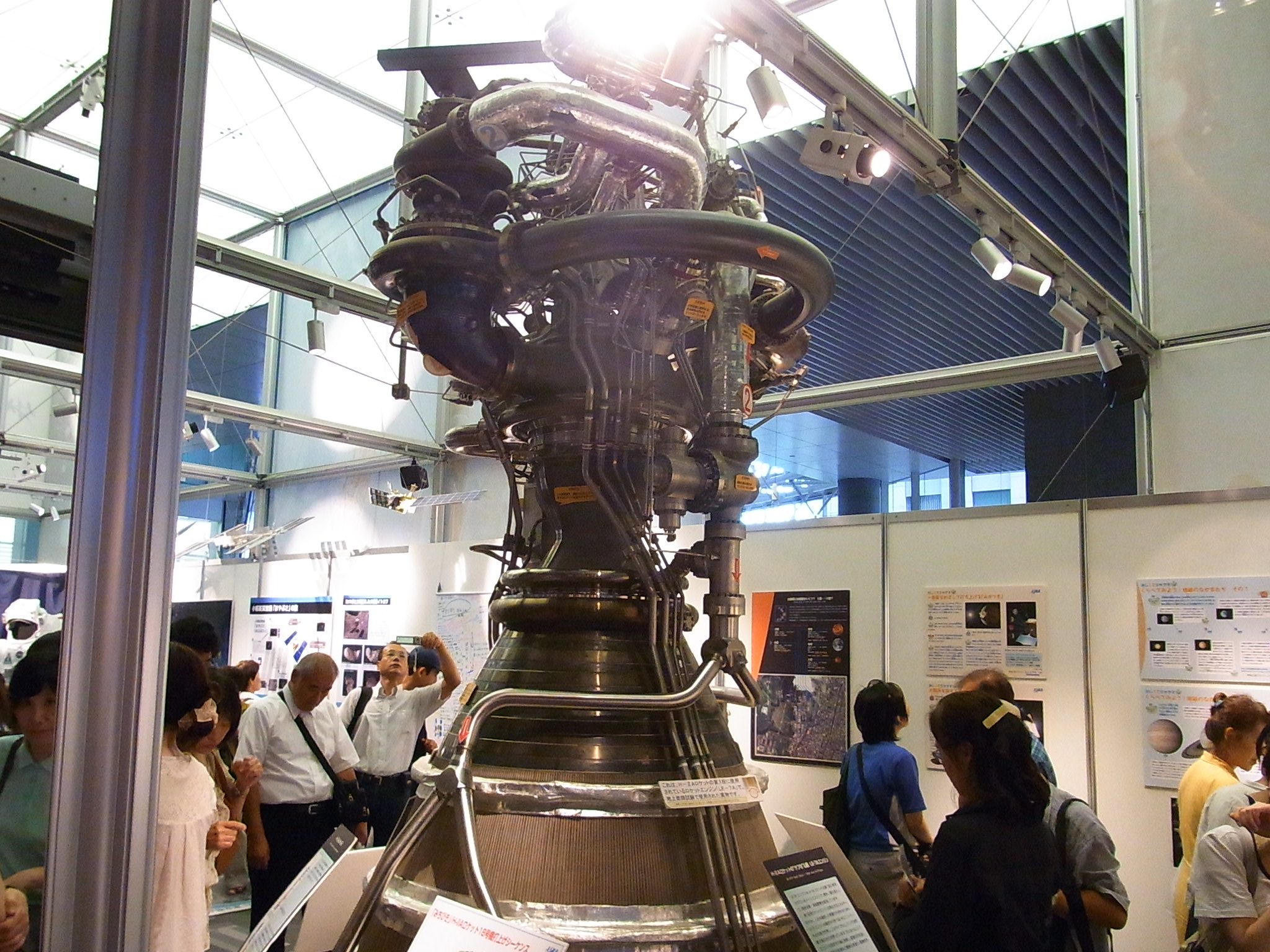
同左（2010年8月19日撮影）